# СФОР
Стабилизационе снаге (енгл. Stabilisation Force), познатије по свом акрониму СФОР (од енгл. SFOR), биле су  међународне војне снаге под командом НАТО-а, чији је глави задатак био заштита Дејтонског мировног споразума.
СФОР је спроводио операције под именом Операција заједничка стража (енгл. Operation Joint Guard) у периоду од 21. децембра 1996. до 19. јуна 1998. и под именом Операција заједничко ковање (енгл. Operation Joint Forge) у периоду од 20. јуна 1998. до 2. децембра 2004.
Земље које су имале војне трупе у склопу СФОР-а су биле: Белгија, Канада, Чешка, Данска, Француска, Немачка, Грчка, Исланд, Италија, Холандија, Норвешка, Пољска, Португалија, Шпанија, Турска, Уједињено Краљевство, САД. Од земаља изван НАТО-а, учествовале су: Албанија, Аустрија, Аргентина, Бугарска, Естонија, Финска, Ирска, Летонија, Литванија, Малезија, Мароко, Румунија, Русија, Словачка, Словенија, Шведска и Аустралија.
Број трупа је 2002. године смањен на 12.000 војника, потом двије године касније (2004.) на свега 7.000.
СФОР је наследио ИФОР, а замењен је ЕУФОР-ом, снагама Европске уније 2. децембра 2004.
СФОР је био подијељен у три операционе зоне:
- Мостар МНБ(С) - италијанска, Француска и шпанска зона
- Бања Лука МНД(W)- британска, канадска и холандска зона
- Тузла МНД(Н)- америчка, пољска, руска и шведска зона.